# Казанчы (Джульфинский район)
Казанчи (азерб. Qazançı) — село в Джульфинском районе Нахичеванской Автономной Республики Азербайджана.

## История
Изначально село называлось Шахкерт (Шаакерт). В дальнейшем стало называться «Казанчи» (от тюркского слова «казан» — котел). Согласно российскому топонимисту Э. М. Мурзаеву, слово «казан» («котёл») в топонимии означает «впадину», «межгорную котловину». По мнению же армянского историка П. Т. Арутюняна, название Казанчи связано с тем, что в селе было много медников.
Семенов отмечал что в селе имеется большая и довольно просторная древняя армянская церковь, мост и каравансарай. Некогда через село проходил великий шелковый путь. По данным «Кавказского календаря» на 1916 год, село состояло в основном из армян и насчитывало 1406 жителя. Ряд жителей деревни с течением времени переселились в Шушу, где основали одноименный квартал и построили собор святого Христа Всеспасителя известный как Казанчецоц.
В селе родилась и жила мученица Тамам Шахкертци (Катарял), которая в 1691 году, за не желание отречься от христианской веры и выйти замуж за наместника Еревана Муртаза-Кули, была жестоко убита. В селе родился армянский церковно-общественный деятель XVI века, католикос Киликийской епархии ААЦ Азария I Джугаеци.

## Памятники
В селе имелась армянская церковь и средневековый мост. Последний относится к типу "горбатых мостов. Был построен в 1551 году на средства местного жителя Погоса, о чем свидетельствовала дарственная надпись на армянском языке, высеченная на мосту. Каменная переправа представляет собой одноарочное сооружение, пролет которого 10,2 м, ширина 3,12 м, длина со съездом 20 м. Подобный другим мостам своего времени, воспроизводящим мотивы древнего армянского зодчества, «горбатый мост» имеет строгие линии арки, сооруженной из обработанного камня, с грубой поверхностью бутовой кладки подходов и тимпанов..

## Известные уроженцы
- Азария I Джугаеци (1534—1601) — армянский церковно-общественный деятель, католикос Киликийской епархии ААЦ
- Тамам Шахкертци (Катарял) (? — 1691) — армянская мученица
- Степан Мелик-Бахшян (1924—1998) — советский и армянский историк и преподаватель
- Расул Гулиев (г.р. 1947 г.) - азербайджанский государственный деятель, спикер Национального собрания Азербайджана (1993—1996).